# John Taolo Gaetsewe
John Taolo Gaetsewe (vroeger Kgalagadi) is een district in Zuid-Afrika.
John Taolo Gaetsewe ligt in de provincie Noord-Kaap en telt 224.799 inwoners.

## Gemeenten in het district[4]
- Gamagara
- Ga-Segonyana
- Joe Morolong